# Kankarwa
Kankarwa fou un estat tributari protegit, una thikana feudatària de Mewar (Udaipur). Els thakurs eren descendents del maharana Udai Singh II de Mewar, a través del seu fill Rana Viramdeo, germà petit de Rana Sagat Singh (fundador del clan Shaktawat-Sisodia). El primer fou Shambhu Singh, mort el 1773 en lluita contra Bundi. Aquesta thikana tenia la consideració de Baba Ranawat que vol dir un govern del qual el fill mascle era adoptat per la casa de Mewar en absència d'hereu mascle. Els descendents de Udai Singh foren els primers a portar el patronímic de ranawat.